# مسابقة الجمال
مسابقة ملكة الجمال
هي مسابقة ملكة الجمال متنقلة للبشر ومسابقة مبرمج الذين يطورون خوارزميات لتقييم المظهر البشري، فقد قامت مختبرات الشباب بتطوير برنامج للهاتف المحمول وموقع الويب يستخدم تقنية (مسابقة الجمال )الذكاء الاصطناعي لتقييم المظهر الخارجي للأشخاص من خلال خوارزميات معينة، مثل التماثل أو التناظر، وشوائب الوجه، والتجاعيد، والمظهر المقدّر للعمر، والمقارنات مع الممثلين والنماذج.
تسببت مسابقة
في قلق كبير بشأن القضايا الأخلاقية الهامة مع ا(مسابقة الجمال )لشبكات العصبية العميقة مثل العمر والعرق والتحيز بين الجنسين وتؤدي إلى إنشاء التنوع،  وأيضًا محاولة «مسابقة الجمال» لإيجاد مناهج لكيفية إدراك الآلات للوجه البشري من خلال تقييم ميزات معينة، ترتبط عادةً بالصحة والجمال.
مفهوم
 تم إنشاء تطبيق عن طريق شركة وهي شركة مقرها روسيا وهونج كونج تركز على تحليلات بشرة الوجه.
تساعد شركة المعلومات الحيوية في تطبيق من خلال اختبار تقنيات التعلم العميق الخاصة بالتطبيق ،  ويعد أحد اهداف التطبيق هو تقليل الحاجة للاختبارات البشرية والحيوانية وكذلك تحسين الصحة العامة للناس، بدأت المسابقة الأولى في ديسمبر 2016. أكثر من 60,000 شخص.
كما يستخدم تطبيق الهاتف المحمول تقنية الذكاء الاصطناعي لفحص الصور لبعض ملامح الوجه من أجل تحديد جمال الشخص من خلال وسائل اصطناعية عن طريق روبوتات متعددة.
كما ان جزءاً من الغرض من تطبيق هو جمع البيانات المرئية والقصصية لتحسين مهارات محلل البشرة لدى مختبرات الشباب.
الاتهامات بالعنصرية
لحساب الجمال في التطبيق كان هناك ما مجموعه 44 فردًا من مختلف الفئات العمرية والجنس الذين يُعتقد أنهم الأكثر جاذبية، ولكن كان منهم 37 من الوافدين البيض، وستة من الوافدين الآسيويين، وواحد من ذوي البشرة الداكنة. لذلك تلقى التطبيق انتقادات من دعاة العدالة الاجتماعية والمتخصصين في علوم الكمبيوتر.
ولهذا أشار الدكتور أليكس زافورونكوف كبير مسؤولي العلوم في مختبرات الشباب، وكبير مسؤولي التكنولوجيا كونستانتين كيسيليف لكل من مختبرات الشباب ، إلى أن نقص البيانات قد يكون ساهم في هذه النتائج.
وأضاف كيسيليف أيضًا أن هناك مشكلة أخرى تتمثل في أن 75٪ تقريبًا من المشاركين كانوا من الأوروبيين البيض، في حين أن 7٪ و 1٪ فقط كانوا من الهند وأفريقيا  على التوالي.
وكما صرح كيسليف أنهم سيعملون على القيام بمزيد من التواصل بشكل أفضل مع هذه المناطق للتحسين في هذا المجال.
كما قال الدكتور زافورونكوف أن الذكاء الاصطناعي سيتجاهل صور الأشخاص ذوي البشرة الداكنة إذا كانت الإضاءة ضعيفة جدًا.
وتعهد د. زافورونكوف بالتخلص من قضايا مسابقة ملكة الجمال القادمة ومحاولة تجنب خلاف مماثل في المستقبل.